# 1420年代
| 千纪： | 2千纪                                                                                            |
| 世纪： | 14世纪 \| 15世纪 \| 16世纪                                                                       |
| 年代： | 1390年代 \| 1400年代 \| 1410年代 \| 1420年代 \| 1430年代 \| 1440年代 \| 1450年代                 |
| 年份： | 1420年 \| 1421年 \| 1422年 \| 1423年 \| 1424年 \| 1425年 \| 1426年 \| 1427年 \| 1428年 \| 1429年 |

## 大事记
- 1420年，东厂设立。
- 1420年，唐赛儿反明起事。
- 1421年，明朝迁都北京。
- 1421年—1422年第五次郑和下西洋。
- 1423年—1424年第六次郑和下西洋。
- 1427年，黎利建立后黎朝，越南从明朝独立。

## 出生
- 明英宗（1427年）

## 逝世
- 李芳远（1422年）
- 明成祖（1424年）
- 明仁宗（1425年）
- 朱高煦（1426年）